# JabbaWockeeZ
JabbaWockeeZ – amerykańska grupa taneczna, założona w 2003 roku. Tancerze pojawili się w programie America’s Got Talent, następnie wygrali pierwszą edycję programu America’s Best Dance Crew otrzymując nagrodę w wysokości 100 000 $. Pojawili się również w filmie Step Up 2.
Elementem charakterystycznym dla grupy są noszone przez jej członków maski, zasłaniające im twarze. Jest to ich znak rozpoznawczy, tylko raz wystąpili bez nich - podczas wykonywania tańca "pożegnalnego" po wygranej do remixu piosenki Kanye Westa - Stronger. W zależności od stroju, maski te posiadają różne kolory, jednak najczęściej tancerze korzystają z białych masek. Styl dominujący w ich tańcu to hip-hop.
15 lutego 2009 roku grupa wystąpiła podczas 2009 NBA All-Star Game w Phoenix, podczas anonsowania składu drużyny Zachodu. Razem z JabbaWockeeZ wystąpił gościnnie Shaquille O’Neal, center miejscowej drużyny Suns i gwiazda ekipy.

## Skład grupy
- Rynan "Kid Rainen" Shawn Paguio
- Phil "Swaggerboy" Tayag
- Chris "Cristyles" Gatdula
- Kevin "Keibee" Brewer
- Ben "B-Tek" Chung
- Jeff "Phi" Nguyen
- Eddie "Eddie Styles" Gutierrez
- Saso "Saso Fresh" Jimenez
- Randy "DJ Wish One" Bernal
- Joe "Emajoenation" lub "Punky" Larot
- Gary "Gee One" Kendell - został zastrzelony